# 庄子春男 (サッカー選手)
庄子 春男（しょうじ はるお、1957年4月18日 - ）は、宮城県仙台市出身の元サッカー選手、現在はベガルタ仙台のゼネラルマネージャー。

## 人物
仙台市立西多賀中学校から宮城県工業、東北学院大を経て、1980年に富士通入社。富士通サッカー部で活躍。引退後は富士通の工場で働き、人事で採用面接も受け持ち、社員考課にも携わった。
10年間のサラリーマン生活を経た後に、クラブ創設2年前の1995年12月から川崎フロンターレに携わる。最初は運営、広報、チケットなどの業務を行い、強化部長、強化本部長を歴任。選手獲得など現在に至るまでのフロンターレをつくり上げてきた。アマチュアのJFLから出発した当時は庄子を含めてスタッフは3人しかおらず、広報、試合運営などの多忙な業務を分担。「Jリーグの優勝は目標だったけれど、夢みたいな感じだった」と振り返る。
フロンターレを強豪に押し上げた功労者の一人であり、1993年のJリーグ発足時の10チームを除く“後発クラブ”では初のリーグ連覇を達成。
2021年1月10日付で強化本部長を退任し、エグゼクティブアドバイザーに就任したが2023年3月31日で退任した。
鹿島で要職に就く鈴木満とは同郷かつ同い年で、TVや雑誌で対談もするなど親交がある。
2023年6月8日、ベガルタ仙台のGMに就任。

## 来歴
- 1970年〜1972年：仙台市立西多賀中学校
- 1973年〜1975年：宮城県立工業高校
- 1976年〜1979年：東北学院大学
- 1980年：富士通(株) 入社
- 1998年：富士通川崎スポーツ・マネジメント(株)　担当課長
- 2002年：(株)川崎フロンターレ チーム管理部長
- 2005年：(株)川崎フロンターレ 強化部長兼育成・普及部長代理
- 2009年：(株)川崎フロンターレ 取締役 強化副本部長兼 育成・普及部長代理
- 2011年：(株)川崎フロンターレ 取締役 強化本部長
- 2021年〜2023年3月：(株)川崎フロンターレ エグゼクティブアドバイザー
- 2023年6月〜現在：(株)ベガルタ仙台 ゼネラルマネージャー

## エピソード

### 第一印象を大事にする
中村憲剛を獲得した際に周囲は別の選手を高く評価していたが、持論を曲げずに声をあげ続けた。

### 貫くのは徹底した現場主義
同じ目線になるために、練習は選手やスタッフと同じ練習着に着替え、スパイク姿でピッチに立つのが信条。

### お前がいなくなるときは、俺も一緒だ
初優勝時の攻撃サッカーの土台は風間八宏前監督がきっかけを作ったが、就任当初は開幕から3分3敗と苦しんだ。それでも現場の空気を敏感に察知して解任しなかった。

### 戦力は厚過ぎず、薄過ぎず
選手や監督との距離感も「遠過ぎず、近過ぎず」が信条。

## 所属クラブ
- 宮城県工業高校
- 東北学院大学
- 1980年 - 1886年 富士通